# KM Большой Медведицы
KM Большой Медведицы (лат. KM Ursae Majoris) — двойная затменная переменная звезда типа W Большой Медведицы (EW:) в созвездии Большой Медведицы на расстоянии приблизительно 360 световых лет (около 110 парсеков) от Солнца. Видимая звёздная величина звезды — от +11,6m до +11m.

## Характеристики
Первый компонент — жёлтая звезда спектрального класса G5.